# De Flierkamp
De Flierkamp is een buitengoed gelegen aan de Rijksstraatweg te Twello in de Nederlandse provincie Gelderland. Het is anno 2008 4,5 hectare groot. De gronden zijn niet opengesteld voor publiek.

## Omgeving
Het goed bevindt zich nabij de rand van een oude oeverwal van de IJssel in het IJsseldal op de overgang tussen droge en natte grond. Het landschap bestond lange tijd uit grote blokvormige percelen grasland en akkers, met sloten en houtwallen als begrenzing. Deze zijn hier nog aanwezig.
De gronden maken deel uit van de ecologische hoofdstructuur van Nederland. In de tuin staan eeuwenoude bomen. De tuin is in 2008 vergroot in de oorspronkelijke Engelse landschapsstijl. De achterliggende weilanden zijn er deel van uit gaan maken. Een historische beukenlaan richting het nabije landhuis Hunderen werd opnieuw aangeplant.
De Flierkamp heeft geen 't' in de naam zoals het naast gelegen beek de Fliert. Die beek begint op landgoed de Poll ten zuiden van de A1, stroomt onder andere langs De Flierkamp en landgoed Hunderen en watert via het Toevoerkanaal af in de IJssel. 

## Huis
De eerste vermelding van de naam Flierkamp dateert uit 1607. De huidige villa die gebouwd is op oudere fundamenten stamt uit het midden van de negentiende eeuw. Het huis vertoont als gevolg van verbouwingen verschillende stijlkenmerken. In 2008 is het gerenoveerd en gerestaureerd. Het gebouw is, tezamen met het bijbehorende koetshuis, een gemeentelijk monument.
Achter het woonhuis stond in 1831 een tuinmanswoning. Deze is later uitgebreid tot een koetshuis.

## Bewoners

### Huisman (1901-1917)
Hendrikus Wolter Huisman getrouwd met Anthonia Cornelia Verweerd kochten op 11 april 1901 Buitengoed De Flierkamp voor 21.345 gulden (bron: Oudheidkundige Kring Voorst). Mejuffrouw Huisman woonde tot 1917 op de Flierkamp. 
Aan de zuidwestzijde lag toentertijd boerderij De Pulvertoren. Dit was een katerstede die eerder ressorteerde onder landgoed Hunderen maar vanaf 1900 eigendom was van mej. Huisman. Deze boerderij was een aanlegplaats voor militairen en is in 1936 afgebroken.

### Birnie (1917 - 2008)
Leden van de ondernemersfamilie Birnie woonden van 1917 t/m 2007 op De Flierkamp. Birnie was een van de grondleggers van de Deventer tapijtfabriek en de familie bezat plantages in Nederlands-Indië. Ze was ook eigenaar van meerdere landgoederen onder Twello. De laatste Birnie die op De Flierkamp woonde was Elisabeth Birnie-Birnie. Aan de zuidwestzijde van het huis is ter ere van haar negentigste verjaardag in 1999 een kastanjeboom met herinneringsbord geplant.